# Зловтіха
Зловті́ха — задоволення від невдач інших. Зловтіха залежить від заздрості, при чому рівень заздрості може передбачити рівень зловтіхи.
Термін «зловтіха» походить від німецького Schadenfreude (Schaden — збитки, + Freude — радість), хоча західноєвропейські мови запозичили слово без змін.
Зловтіху було виявлено у дітей вже з 24 місяців і може бути важливою соціальною емоцією, що формує «неприйняття нерівності».

## Наукові дослідження
Стаття New York Times у 2002 році цитувала низку наукових досліджень зловтіхи, або «насолоди чужим нещастям». Багато таких досліджень базуються на теорії соціального порівняння, ідеї про те, що коли людям навколо не щастить, ми ставимося до себе краще. Інші дослідники виявили, що люди з низькою самоповагою частіше відчувають зловтіху, ніж ті, хто має високу самоповагу.
У дослідженні 2003 року була розглянута зловтіха між групами в контексті спорту, зокрема міжнародного футбольного змагання. Дослідження було зосереджено на футбольних командах Німеччини та Нідерландів та їхніх фанатах. Результати цього дослідження показали, що емоція зловтіхи дуже чутлива до обставин, які роблять її більш або менш доречною для відчуття такого зловісного задоволення щодо спортивного супротивника.
Дослідження, проведене Сікарою та його колегами у 2011 році за допомогою функціональної магнітно-резонансної томографії (фМРТ), вивчало зловтіху серед уболівальників «Бостон Ред Сокс» і «Нью-Йорк Янкіз» і виявило, що вболівальники показали підвищену активність у ділянках мозку, пов’язаних із задоволенням, яке вони самі оцінили (вентральний стріатум), при спостереженні негативного результату для команди-суперника (наприклад, страйк-аут). Навпаки, вболівальники продемонстрували підвищену активність у передній поясній корі та острівці, коли спостерігали за негативним результатом своєї власної команди.
Експеримент 2006 року про «справедливість» свідчить про те, що чоловікам, але не жінкам, подобається бачити, як страждають «погані люди». Дослідження було розроблено для вимірювання емпатії шляхом спостереження за тим, які центри мозку стимулюються, коли суб’єкти, за якими спостерігали за допомогою фМРТ, бачать, як хтось відчуває фізичний біль. Дослідники очікували, що центр емпатії мозку об'єктів дослідження буде більше стимулюватися, коли тим, кого вони вважають «хорошими», буде нанесено електричний шок, ніж якщо шок отримає когось, кого об'єкт дослідження вважав «поганим». Це дійсно так, але у чоловіків мозкові центри задоволення також загорялися, коли комусь був нанесений шок, який чоловік вважав «заслуженим».
Дослідження сканування мозку показують, що зловтіха корелює із заздрістю у суб’єктів. Сильні почуття заздрості активували вузли фізичного болю в дорсальній частині передньої поясної кори головного мозку; центри винагороди мозку, такі як вентральне смугасте тіло, активувалися новинами про те, що інші люди, яким заздрили, зазнали нещастя. Масштаб реакції мозку на зловтіху можна навіть передбачити за силою попередньої реакції заздрості.
Дослідження від 2009 року надає докази здатності людей відчувати зловтіху у відповідь на негативні події в політиці. Дослідження мало визначити, чи існує ймовірність того, що події, що містять об’єктивні нещастя, можуть спричинити зловтіху. У дослідженні повідомлялося, що ймовірність виникнення почуття зловтіхи залежить від того, чи страждає власна політична партія особи або опозиційна партія. Це дослідження показує, що політична сфера є основною територією для почуттів зловтіхи, особливо для тих, хто сильно ідентифікується зі своєю політичною партією.
У 2014 році дослідження у формі онлайн-опитування проаналізувало зв’язок між зловтіхою і рисами «темної тріади» (тобто нарцисизмом, макіавеллізмом і психопатією). Висновки показали, що ті респонденти, які мали вищий рівень рис темної тріади, також мали вищий рівень зловтіхи, брали участь у більшій антисоціальній діяльності та мали більший інтерес до сенсацій.